# 雕题国
雕题国指古代百越之地文身刺青民族。《山海经·海内南经》：“伯慮國、離耳國、雕題國、北朐國皆在鬱水南。鬱水出湘陵南海”，鬱水今广西西江。东汉议郎杨孚《异物志》对雕题国有较详细的记载：“雕题国，画其面及身，刻其肌而青之，或若锦衣，或若鱼鳞。”屈原楚辞招魂篇：“雕題黑齒，得人肉以祀，以其骨為醢些。”